# Associazione Calcio Riunite Messina 1970-1971
Questa pagina raccoglie i dati riguardanti l'Associazione Calcio Riunite Messina nelle competizioni ufficiali della stagione 1970-1971.

## Rosa
| N. |                   | Ruolo | Calciatore         |  |
| -- | ----------------- | ----- | ------------------ |  |
|    | Italia (bandiera) | A     | Paolo Aragoncelli  |  |
|    | Italia (bandiera) | D     | Antonio Ballariano |  |
|    | Italia (bandiera) | C     | Giovanni Bonetti   |  |
|    | Italia (bandiera) | A     | Sante Calì         |  |
|    | Italia (bandiera) | P     | Sauro Cinelli      |  |
|    | Italia (bandiera) | D     | Nicandro Contadini |  |
|    | Italia (bandiera) | A     | Guido De Maria     |  |
|    | Italia (bandiera) | A     | Giuseppe Fazzi     |  |
|    | Italia (bandiera) | C     | Luigino Giacomin   |  |
|    | Italia (bandiera) | C     | Carlo Gori         |  |

| N. |                   | Ruolo | Calciatore          |  |
| -- | ----------------- | ----- | ------------------- |  |
|    | Italia (bandiera) | D     | Costantino Lo Bosco |  |
|    | Italia (bandiera) | D     | Ignazio Metallo     |  |
|    | Italia (bandiera) | C     | Carlo Morosini      |  |
|    | Italia (bandiera) | P     | Giuseppe Nastasi    |  |
|    | Italia (bandiera) | C     | Francesco Polizzo   |  |
|    | Italia (bandiera) | D     | Giuseppe Romano     |  |
|    | Italia (bandiera) | D     | Alberto Rossi       |  |
|    | Italia (bandiera) | A     | Gaetano Stellone    |  |
|    | Italia (bandiera) | A     | Leo Taccetti        |  |
|    | Italia (bandiera) | D     | Adriano Veneri      |  |